# Bolbocerosoma confusum
Bolbocerosoma confusum är en skalbaggsart som beskrevs av Brown 1928. Bolbocerosoma confusum ingår i släktet Bolbocerosoma och familjen Bolboceratidae. Inga underarter finns listade.